# L'Odyssée de Kino
L'Odyssée de Kino (キノの旅 -the Beautiful World-, Kino no Tabi - the Beautiful World-) est une série de light novel japonais écrits par Keiichi Sigsawa, illustrés par Kōhaku Kuroboshi .
La série originale a été publiée chez MediaWorks dans son magazine de light novel, aujourd'hui disparu, Dengeki hp le 17 mars 2000. Le premier volume est paru le 10 juillet 2000 chez ASCII Media Works dans sa marque de publication Dengeki Bunko. En octobre 2010, 14 volumes ont été publiés, et plus de 5,6 millions d'exemplaires des romans ont été vendus au Japon. Un spin-off sous forme d'une série de light novel appelée Gakuen Kino, a débuté avec son premier tome publié le 10 juillet 2006 par MediaWorks. Quatre tomes ont été publiés depuis juillet 2000.
La série a été adaptée en anime par A.C.G.T et Genko, et a été diffusée entre avril et juillet 2003 sur la chaine japonaise WOWOW. L'anime contient 13 épisodes. La série a aussi été adaptée en deux jeux vidéo sur PlayStation 2 par Tycoon et ASCII Media Works, le premier en juillet 2003 et le second en décembre 2005. Un projet de jeu sur PSP a été aussi prévu mais a été abandonné. Deux films sont aussi sortis respectivement le 19 février 2005, et le 21 avril 2007. Un artbook et un CD drama ont aussi été publiés. En 2017, deux adaptations manga ont été annoncés. Un nouvel anime réalisé par Lerche a été diffusée du 6 octobre 2017 au 22 décembre 2017.

## Synopsis
Dans L'Odyssée de Kino, le protagoniste Kino, accompagné par une moto parlante de marque Brough Superior dénommée Hermes, voyage à travers un monde mystique dans de nombreuses campagnes et forêts différentes, chacune étant unique par ses coutumes et ses habitants. Kino ne reste que trois jours et deux nuits dans chaque ville, sans exception. Elle pense que c'est la durée nécessaire pour apprendre tout ce qu'il y a d'important à savoir sur le lieu, tout en se laissant du temps afin d'explorer de nouvelles régions. Par contre, Kino dit dans le premier épisode (nommé Le pays où l'on comprend la douleur des autres) que cette explication est probablement mensongère et évoque une seconde raison : « si je reste plus longtemps, j'ai bien peur de vouloir rester ».
Une phrase répétée dans l'anime et dans les romans est : « Le monde n'est pas beau, il l'est donc ». L'Odyssée de Kino explore ce que le réalisateur Ryūtarō Nakamura décrit comme « un sens radical de la beauté » où la brutalité, la solitude, l'absurdité, l'oppression et la tragédie sont souvent juxtaposées avec la compassion et l'atmosphère féerique.
Pour sa protection et pour chasser, Kino porte un simple révolver .44 (appelé The Cannon, basé sur un Colt M1851) qui utilise des explosifs liquides à la place de la poudre à canon, et un pistolet semi-automatique .22 (appelé The Woodsman, basé sur un Colt Woodsman). Plus tard dans les aventures de Kino dans les romans, Kino utilise également un fusil à pompe (basé sur une Winchester M1897) et un fusil de précision (appelé The Flute, basé sur un fusil Arisaka Type 99), avec une variété d'autres outils notamment des couteaux. Dans l'anime, il en porte pas moins de cinq, dont un qui peut tirer des balles de .22 à partir de sa poignée.
La technologie dans ce monde existe et est parfois digne de la science-fiction, bien que des anachronismes soient courants (par exemple, le même pays ayant des robots semble aussi avoir des phonographes). Le niveau technologique varie également d'un pays à l'autre. L'univers dans L'Odyssée de Kino n'est pas très magique (la seule magie apparente est le fait qu'un pays se déplace ; que des motos parlent ; et qu'un chien, Riku, parle), bien qu'il y ait une certaine dose de conte de fées.

### Thèmes et influences
Dans un entretien de Keiichi Sigsawa réalisé par Chih-Chieh Chang d'Anime News Network, il a déclaré que Le Petit Prince n'était pas une de ses principales influences malgré les similitudes. En réalité, il n'a lu Le Petit Prince qu'après avoir entendu qu'il y avait des similitudes entre L'Odyssée de Kino et Le Petit Prince. Il se déclare heureux que les gens comparent L'Odyssée de Kino avec « un si bon roman tant renommé ».
Sa principale influence est le manga Galaxy Express 999 de Leiji Matsumoto. Ce dernier narre le voyage de Tetsuro Hoshino et le train de l'espace Galaxy Express 999 qui s'arrête sur plusieurs planètes avec des conditions très différentes. L'histoire se déroule dans un futur lointain, où les gens peuvent acheter des corps humanoïdes indestructibles pour devenir immortels. Toutefois, le prix de l'immortalité est de renoncer à son humanité. La grande diversité des planètes rendant une sensation épisodique est similaire à celle de L'Odyssée de Kino. La série est aussi réputée pour son côté philosophique.

## Personnages

### Les personnages principaux

#### Kino(キノ?)
Voix japonaise : Ai Maeda (premier animé) puis Aoi Yūki (second animé)
Kino est le principal protagoniste de la série et voyage dans différents pays avec sa moto parlante Hermes, découvrant les populations et leurs cultures. Dans l'anime le sexe de Kino est ambigu au début, mais elle apparaît dans l'épisode quatre Le pays des adultes comme étant une fille à la veille de son douzième anniversaire. Kino est un nom qu'elle adopte après avoir rencontré Hermes, même si son nom d'origine Sakura fait allusion à celui d'une fleur dans Le pays des adultes. Le prénom Kino viendrait de l'allemand Kinematograph, le cinématographe, dont l'abrégé Kino, signifie Cinéma. Keiichi Sigsawa a donc tout simplement repris cette abréviation,.

#### Hermes(エルメス,Erumesu?)
Voix japonaise : Ryuji Aigase (premier animé) puis Soma Saito (second animé)
Hermes est une moto parlante Brough Superior qui est la fidèle compagne de Kino, mais elle est parfois réticente. Elle accompagne fidèlement Kino à travers tous ses voyages. La relation entre Kino et Hermes est présentée comme symbiotique, comme cela est expliqué dans Le pays des Adultes où Hermes offre la vitesse et Kino l'équilibre. Dans les deux premiers épisodes de l'anime et dans la quasi-totalité des chapitres dans les romans, elle a tendance à mal prononcer les mots et les phrases. Son nom est une référence au dieu grec Hermes. Bien que son nom soit épelé Hermes, dans le troisième livre Keiichi Sigsawa souligne que le "H" est muet.

### Les autres personnages

#### Kino (original)
Voix japonaise : Kazuhiko Inoue (premier animé) puis Daisuke Ono (second animé)
Peu de choses sont connues au sujet de l'original Kino, mais seulement qu'il est un jeune homme qui a voyagé par la même règle de trois jours que le personnage principal : Kino. Il est très calme et porte des lunettes, et est vraisemblablement la principale raison du voyage de Kino, après qu'il soit mort en la protégeant des coutumes de son pays. Elle fait souvent des déclarations similaires à celles du Kino originel, et le cite même à l'occasion. Dans les romans, le Kino originel explique qu'il gagne sa vie en vendant des herbes médicinales et des éléments inhabituels qu'il trouve tout en voyageant.

#### Shizu(シズ?)
Voix japonaise : Takashi Irie (premier animé) puis Yūichirō Umehara (second animé)
Shizu est un jeune homme avec un grand talent pour l'escrime. Il voyage dans un buggy avec Riku, son compagnon, un chien qui parle. Dans l'anime il apparaît que dans un seul épisode, mais il apparaît dans de multiples histoires centrées sur lui et Riku dans les romans. Dans ces histoires Riku est le narrateur, à l'exception d'une histoire. Plus tard dans les romans, Kino et Hermes rencontrent Shizu et Riku à nouveau, mais Kino ne semble se souvenir que du nom de Riku.

#### Riku(陆?)
Voix japonaise : Hōchū Ōtsuka (premier animé) puis Kenichirō Matsuda (second animé)
Riku est un chien qui parle voyageant avec Shizu. Il est grand, blanc, et sourit tout le temps. Apparemment dans l'anime, Riku a seulement parlé à Hermes, et quand Hermes lui parla de sa discussion avec Riku Kino ne la croit pas. Pourtant dans les romans Riku parle à Kino et à Hermes.

#### Sakura(桜?)
Voix japonaise : Aoi Yabusaki (premier animé) puis Kokoa Amano (second animé)
Sakura est une jeune fille du pays visité par Kino dans le dernier épisode de la série animée. Elle partage de nombreuses similitudes avec Kino, comme ses parents qui sont aussi propriétaires d'une auberge.

#### Shishō(师匠?)
Voix japonaise : Junko Midori (premier animé) puis Lynn (second animé)
Shishō est le maître de Kino qui lui a enseigné l'adresse au tir. Elle vit dans la forêt et ne voyage pas. Son véritable nom est inconnu, Shishō est un titre qui signifie mentor ou maître en japonais (même si Kino ne réalise pas cela d'abord). Dans le dernier épisode de l'anime, qui prend place chronologiquement avant la plupart des autres épisodes, l'armurier qui a fait The Cannon dit à Kino qu'il a donné le pistolet à une jeune femme qui a insisté pour que tout le monde l'appelle Shishō. Elle a voyagé entre les pays et a créé des troubles partout où elle allait, ce qui signifie que Shishō a déjà été une voyageuse. Dans les romans, plusieurs histoires sont consacrées à ses voyages à côté d'un homme désigné comme son élève, quand elle arrivait à la fin de sa vingtaine. Elle et son élève sont présentés comme étant incroyablement gourmand, au point même d'être cruel. Ils voyagent dans une voiture jaune cabossée.
Nemia
Nemia est une jeune femme que Kino va rencontrer pendant sa visite à un pays peu développé, et dont la principale activité est l'agriculture, Nemia est orpheline et vit seule dans la maison d'un inventeur, décédé, elle est aussi fiancé à un jeune homme originaire du même pays, elle est connue pour ses nombreuses inventions (dont la plupart ne fonctionne pas) et vas réaliser un rêve qu'elle avait depuis son enfance (celui de voler) en construisant une machine capable de voler.

## Productions et supports

### Light novel
L'Odysée de Kino est originellement une série de light novel écrit par Keiichi Sigsawa et illustrée par Kōhaku Kuroboshi . La série a d'abord commencé à être publié dans l'ancien magazine de light novel Dengeki hp de l’éditeur MediaWorks, le dernier numéro du magazine a publié le volume six le 17 mars 2000. Le premier volume de la série a été publié le 10 juillet 2000 par ASCII Media Works dans leur magazine Dengeki Bunko. Le 10 octobre 2010, 14 volumes ont été publiés. Le huitième volume de L'Odyssé de Kino a publié en octobre 2004 comme le 1000e  light novel publié par Dengeki Bunko. Un volume additionnel a été seulement publié comme un cadeau promotionnel pour le second film anime. Une collection de chapitres spéciaux intitulées Kino no Tabi : The Sigsawa's World a débuté avec la publication du premier volume le 10 avril 2008, dans le magazine Degeki Bunko.
La série de light novel a aussi été traduit en chinois, coréen, et en allemand. Tokyopop a acquis la licence, sous le titre original Kino no Tabi pour sa publication en Amérique du Nord, le premier volume a été publié le 3 octobre 2006. L'ordre des chapitres diffère chez Tokyopop de la version japonaise. Selon les représentants Tokyopop, il y a eu des problèmes avec le concédant (le détenteur de la licence) qui n'a pas laissé Tokyopop publié de nouveaux volumes de la série. Tokyopop utilise une image de la page titre du sixième chapitre comme couverture pour la publication anglaise des light novel.
Le premier volume du spin-off de la série original intitulé Gakuen Kino a été publié le 10 juillet 2006 dans Dengeki Bunko. Le 10 juillet 2010 quatre volumes ont été publiés. La série est une collection de parodies qui ont été originellement publiés dans les trois spin-off de l'ancien magazine Dengeki hp : Dengeki p, Dengeki h, Dengeki hpa. Le spin-off montre Kino comme une magical girl dans un milieu scolaire. Gakuen Kino a été traduit en chinois et en coréen.

### Artbooks
Un artbook de 96 pages contenant des illustrations de Kōhaku Kuroboshi, a été publié par ASCII Media Works en mars 2003. L'artbook contient des illustrations de L'Odyssée de Kino, mais aussi d'un autre roman nommé Allison, écrit lui aussi par Keiichi Sigsawa. Cet artbook contient aussi des illustrations originales, qui n'ont jamais été publiées dans les romans mais aussi une histoire originale de L'Odyssée de Kino écrite par Keiichi Sigsawa.
Trois autres artbooks ont aussi été publiés par ASCII Media Works, sous leur label Dengeki Bunko Visual Novel. Le premier a été publié en décembre 2003, contient 48 pages et est intitulé Kioku no Kuni -Their Memories- (記憶の国 -Their Memories-). Il est accompagné d'un CD audio contenant les image songs (dont l'un est basé sur l'air du canon de Pachelbel).
Le deuxième artbook publié le 30 mars 2005, contient 80 pages et est intitulé Tabibito no Hanashi -You- (旅人の話 -You-). Cet artbook a été édité en deux éditions, la deuxième édition contenant le DVD du premier film de L'Odyssée de Kino : Kino's Journey: In Order to Do Something –Life Goes On–.
Enfin le troisième artbook, publié le 25 décembre 2007, contient 40 pages et est intitulé Watashi no Kuni -Own Will- (わたしの国 -Own Will-). Il est accompagné du DVD du second film : Kino's Journey: Country of Illness -For You-.

### Anime
L'adaptation animée a été produite par A.C.G.T et Genco et réalisé par Ryūtarō Nakamura, diffusée sur la chaîne WOWOW entre le 8 avril 2003 et le 8 juillet 2003. L'adaptation compte 13 épisodes. La série animée a également été diffusée au Japon par la chaîne Animax, qui a également diffusé la série à travers ses réseaux, en Asie du Sud-Est, Asie de l'Est, Asie du Sud.
Deux coffrets contenant chacun deux DVD sont sortis en France, édités par Kazé. Le premier coffret contient 5 cartes collector et un livret de 12 pages, deux DVD (épisodes 1 à 7); le second contient un carnet de voyages, deux DVD (8 à 13). Un intégral limité est également sorti contenant les deux coffrets, et les goodies propres à chacun des deux coffrets.
Une nouvelle série télévisée d'animation intitulée Kino no Tabi -the Beautiful World- the Animated Series a été diffusée pour la première fois du 6 octobre 2017 au 22 décembre 2017,. Cette série est réalisée par Tomohisa Taguchi au studio d'animation Lerche avec les scripts supervisés par Yukie Sugawara et avec les chara-designs de Ryoko Amisaki, EGG FIRM assure la production de la série. Crunchyroll détient les droits de diffusion de la série en streaming. L'opening Here and There et l'ending Satōdama no Tsuki (砂糖玉の月) sont tous les deux réalisés par Nagi Yanagi.

### Jeux vidéo
L'Odyssée de Kino a été adapté en deux jeux d'aventures sur PlayStation 2 par Tycoon et ASCII Media Works. Un jeu sur PSP a été prévu, mais semble être abandonné. Ces jeux sont seulement sortis au Japon.
Le premier jeu s'intitule Kino no Tabi -the Beautiful World- sortit le 17 juillet 2003. Une sorte de version collector est sortie le 25 novembre 2004. La plupart du scénario du jeu est tiré des volumes un, deux, trois, cinq et six des romans originaux, mais il y a aussi un scénario écrit spécialement pour le jeu par Keiichi Sigsawa.
Le second jeu intitulé Kino no Tabi II -the Beautiful World- est sorti le 1er décembre 2005. Une sorte de version  collector est sortie le 8 mars 2007. Comme le premier jeu la plupart du scénario est tiré des romans, mais il y a également (tout comme le premier jeu) un scénario original écrit par Keiichi Sigsawa. De plus le deuxième jeu contient un livre de 36 pages contenant l'histoire du scénario original écrit spécialement pour le jeu. Ces deux jeux ont été doublés, généralement, avec la même équipe de seiyū.

### Films
Deux films d'animation ont été créés dans le cadre de la série animée L'Odyssée de Kino.
Le premier : Kino no Tabi: In Order to Do Something –life goes on.– (何かをするために―life goes on.―, Nanika o Suru Tame ni –life goes on)), abrégé en Kino no Tabi: Life Goes On, a été réalisé par Takashi Watanabe au studio d'animation A.C.G.T. Il a été diffusé dans les cinémas japonais le 19 février 2005. Le film dure 30 minutes, ce film est une préquelle de l'anime.
Le second film : Kino no Tabi: Country of Illness -For You- (キノの旅：病気の国 -For You-, Kino no Tabi: Byōki no Kuni -For You-), a lui été réalisé par Ryūtarō Nakamura au studio d'animation Shaft. Il est sorti le 21 avril 2007.

### Musiques et CD audio
Une version audio sur CD (drama CD) de L'Odyssée de Kino était distribué avec le 50e numéro de feu le magazine Dengeki hp (magazine composé de light novel) édité par MediaWorks. Ce numéro a été publié le 18 décembre 2001.
Les pistes du CD drama ont été à la base diffusées dans l'émission de radio Dengeki Taishō de ASCII Media Works.
L'ouverture de l'anime est All the Way interprété par Mikuni Shimokawa. Le générique de fin est the Beautiful World interprété par Ai Maeda, le doubleur (seiyū) du personnage principal. Ces deux single sont sortis le 18 juin 2003.
La bande originale du premier jeu vidéo est sorti le 24 juillet 2003.
Le générique de fin du premier film est Hajimari no Nichi (始まりの日) interprété par Ai Maeda, présent dans l'album d'Ai Maeda intitulé Night Fly le 16 mars 2005. Le générique de fin du second film est Bird interprété par Mikuni Shimokawa, et le single est sorti le 14 mars 2007.

### Manga
Une adaptation en manga du spin-off Gakuen Kino a été créée, et est illustrée par le groupe de dōjinshi Dennō Ōwadan. La publication a débuté dans le volume 10 du magazine Dengeki G's Festival! Comic publié le 26 octobre 2010. La publication a ensuite été transféré dans le Dengeki G's Magazine de l’éditeur ASCII Media Works en décembre 2010.

## Réception
Lors de la sortie du 11e tome le 10 octobre 2007 plus de 5,6 millions d'exemplaires ont été vendus au Japon.
Le premier roman publié aux États-Unis a reçu des critiques positives. Le magazine Newtype USA l'a nommé comme étant le « livre du mois de novembre 2006 », et le définissant comme « attrayant et addictif », tandis que Jarred Pine sur le site mania.com décrit ce premier tome comme « attirant » et « vous permet de faire l'expérience d'un voyage avec le personnage principal (c'est-à-dire Kino) ».
La série a été classée trois fois dans le guide de light novel Kono Light Novel ga Sugoi! de Takarajimasha: second en 2006, cinquième en 2007, et sixième en 2008.